# UPN Kids
UPN Kids était un bloc de programmation d'une durée de deux heures chaque jour diffusé sur les stations affiliés au réseau américain UPN entre le 10 septembre 1995 au 5 septembre 1999, puis remplacé par le bloc de programmation Disney's One Too.

## Séries diffusées
- Beetleborgs (Big Bad Beetleborgs) (1998–1999)
- Breaker High (1997–1998)
- Bureau of Alien Detectors (en) (1996–1997)
- Les Quatre Fantastiques (Fantastic Four) (1996–1999)
- The Incredible Hulk (1996–1999)
- Iron Man (1996–1999)
- Jumanji (1996–1998)
- The Mouse and the Monster (en) (1996–1999)
- 20 000 lieues dans l'espace (Space Strikers) (1995–1996)
- Spider-Man (1998–1999)
- Spider-Man and His Amazing Friends (1998–1999)
- Les Jumelles de Sweet Valley (Sweet Valley High) (1997–1998)
- Tekkaman Blade (en) (1995–1996)
- X-Men (1998–1999)